# Vivo Keyd Stars
A Vivo Keyd Stars (anteriormente Keyd Team, Keyd Stars e Vivo Keyd) é uma organização brasileira de esportes eletrônicos. Fundada por Eduardo Kim e André Pontes como Keyd Team para disputar campeonatos de StarCraft II, a organização aderiu outros jogos, como PUBG Mobile, League of Legends, Valorant. Em 2018 a equipe mudou seu nome para Vivo Keyd ao ser patrocinada pela empresa de telecomunicações Vivo. No final de 2022, a equipe anuncia uma fusão com a Stars Horizon, passando a se chamar Vivo Keyd Stars.

## League of Legends
O time de League of Legends da Keyd Stars foi criado em 2012, com a contratação dos jogadores que compunham a "Me Salva Bátima", formada por egressos da organização Vince Te Ipsum (vTi), cujos elencos foram campeão e vice do primeiro Campeonato Brasileiro de League of Legends. Sua primeira formação foi Matheus "Mylon" Borges (topo), Diogo "Volcan" Neves (caçador), Guilherme "Snowlz" Neves (meio), Rafael "Rafes" Peres (atirador) e Caio "Loop" Almeida (suporte).
A Keyd foi a primeira organização estrangeira a contratar jogadores da Coreia do Sul, região de maior sucesso no LoL, quando trouxe An "SuNo" Sun-ho e Park "Winged" Tae-jin. Essa tendência foi depois adotada por equipes ao redor do mundo e o elenco com esses jogadores rendeu à Keyd sete títulos, entre eles a Liga Brasileira - Série dos Campeões, primeira edição do CBLOL realizada em 2014.
À exceção do CBLoL de 2012, todos até o momento tiveram a participação da Keyd Stars. Além do título em 2014, a equipe obteve cinco vice-campeonatos, nas primeiras etapas de 2015, 2016,2017,2018 e na segunda etapa de 2024. Além disso, a organização já contou com uma segunda equipe da modalidade, a Keyd Warriors, que conseguiu o acesso ao CBLOL em 2015 mas, devido à proibição de equipes irmãs no mesmo torneio, teve de vender a vaga.
Juntamente com a RED Canids, conquistou a vitória brasileira na edição inaugural do torneio Rift Rivals. A despeito do título, a equipe, que tinha chances de classificação para as semifinais até a última rodada, terminou a primeira fase da segunda etapa do CBLoL de 2017 em sexto lugar e teve de vencer a Iron Hawks por 3 a 0 na Série de Promoção para garantir sua permanência na liga em 2018 e não cair para o Circuito Desafiante. Em 2020 depois de terminarem em último lugar na 2° etapa do CBLOL com 6 vitórias e 15 derrotas a equipe se desfez. 

No final de novembro de 2022, a Vivo Keyd Stars anunciou oficialmente o seu retorno ao Campeonato Brasileiro de League of Legends (CBLOL), adquirindo a vaga da Miners. Uma semana após o anúncio, no dia 8 de Dezembro, divulgou o seu elenco no retorno ao jogo.

## Free Fire
A Vivo Keyd anunciou sua entrada no Free Fire em maio de 2019 comprando a vaga da GPS Veteranos. A equipe tem um histórico de sempre se manter na parte de cima da tabela e sempre brigar por campeonatos.
Em 2021 a equipe foi campeã da LBFF 5 e em 2022 se tornou a primeira bicampeã ao conquistar a LBFF 8.
Em Fevereiro de 2024 ,a Vivo Keyd Stars decide sair definitivamente do cenário de Free Fire,deixando uma legião de Fãs triste pela perda de uma grande equipe tradicional no cenário.

## Valorant

### Elenco atual
| Função | Jogador                  |
|        | V1XEN " GABRIEL DONIZETE |
|        | NTK" LUCAS MARTINS       |
|        | MURIZZZ " MURILLO SOUZA  |
|        | JHOW "JONATHAN DA GLÓRIA |
|        | HEAT "OLAVO MARCELO      |

### Elenco atual feminino
| Função | Jogador                 |
|        | DANI " DANIELA CRISTINI |
|        | BIAZIK" BIA BEGNOSSI    |
|        | antG " ANTÔNIA GARCIA   |
|        | ISLA "LARISSA RODRIGUES |

## PUBG Mobile

### Elenco atual

#### Campeonatos Notáveis
| Colocação | Data       | País           | Campeonato                           | Fase  | Premiação | Ref |
| --------- | ---------- | -------------- | ------------------------------------ | ----- | --------- | --- |
| 30°       | 08/01/2023 | Indonésia      | Global Championship 2023 - Indonesia | Final | $35,000   |     |
| 5°        | 23/10/2022 | Brasil         | Américas Championship                | Final | $9,000    |     |
|           | 15/10/2022 | Brasil         | Pro League                           | Final | $9,000    |     |
| 9°        | 13/08/2022 | Arábia Saudita | World Invitational 2022 - Riad       | Final | $65,000   |     |
| 7°        | 29/05/2022 | Brasil         | Américas Championship                | Final | $7,500    |     |
|           | 24/04/2022 | Brasil         | Pro League                           | Final | $13,000   |     |
|           | 13/06/2021 | Brasil         | Américas Challenge                   | Final | $2,000    |     |
|           | 01/04/2021 | Brasil         | Masters League - Season 11           | Final | $1,500    |     |